# ليسينيو دي ألميدا
ليسينيو دي ألميدا هي بلدية في ولاية باهيا في المنطقة الشمالية الشرقية من البرازيل.   